# Misie sui iuris
Misie sui iuris také známá jako Nezávislá misie je v římskokatolické církvi nižší správní struktura. Na takovém území misie se nachází malý počet věřících.
Hlavou misie je církevní superior, kterým může být regulární klerik, titulární či diecézní biskup, arcibiskup či kardinál (v těchto případech jde o biskupa některé z okolních diecézí). Misie spadají pod Kongregaci pro evangelizaci národů.

## Seznam misií
V současné době existuje 8 misií:
Asie
- Misie sui iuris v Afghánistánu
- Misie sui iuris v Tádžikistánu
- Misie sui iuris v Turkmenistánu

Atlantský oceán
- Misie sui iuris Svatá Helena, Ascension a Tristan da Cunha

Karibik
- Misie sui iuris Kajmanské ostrovy
- Misie sui iuris Turks a Caicos

Oceánie
- Misie sui iuris Funafuti
- Misie sui iuris Tokelau